# Columbus Clippers
Columbus Clippers – amerykańska drużyna baseballowa mająca swoją siedzibę w Columbus w stanie Ohio. Od 2009 roku jest klubem farmerskim Cleveland Indians.
W latach 1977–78 byli klubem farmerskim drużyny Pittsburgh Pirates, w latach 1979-2006 byli klubem farmerskim New York Yankees, a przez dwa lata w latach 2007-2008 byli klubem farmerskim Washington Nationals.